# Pierre Debray-Ritzen
Pour les articles homonymes, voir Debray et Ritzen.
Pour l'écrivain, voir Pierre Debray.
Pierre Debray-Ritzen, né Debray le 27 février 1922 à Paris et mort le 7 juillet 1993 à Boulogne-Billancourt, est un médecin et écrivain français.

## Biographie

### Famille
Il est le père de Quentin Debray et l'oncle de Régis Debray.

### Le médecin
Pierre Debray-Ritzen est notamment l'élève de Robert Laplane, François Lhermitte et Paul Castaigne.
En 1968, il participe activement au « groupe des Treize », un rassemblement de professeurs de médecine qui, malgré les événements de Mai 68, font tout pour que les examens de médecine puissent avoir lieu comme à l'ordinaire. Ce groupe reçoit le soutien d'Edgar Faure, alors ministre de l'éducation nationale. De 1972 à 1988, il dirige le service de pédopsychiatrie à l’hôpital Necker Enfants-Malades de Paris. En 1974, il obtient l'agrégation de médecine et devient professeur à la Faculté de médecine de Paris[réf. nécessaire].
Dans la lignée de Claude Bernard, à qui il consacra une biographie, il s’attache à rechercher les causes physiologiques de certaines maladies psychologiques de l’enfant. C’est ainsi que, s’intéressant particulièrement à la dyslexie, il affirme : « Le facteur génétique est indéniable. » Dans ce cadre, il reproche à la psychanalyse et à des psychologues comme Bruno Bettelheim, dont il condamne le « manque de rigueur scientifique », de culpabiliser inutilement les parents d'enfants souffrant de schizophrènie.
En partisan de la méthode expérimentale, il critique la psychanalyse et Freud au nom de la science dans La Scolastique freudienne (1973).
« On sait combien se prend et se fige en nous une croyance ; comment elle s'engraisse en interprétant chaque nouveau fait, en l'assimilant, en faisant de lui sa propre substance… Ainsi l'idée fausse et toute faite projette-t-elle sa propre lumière en aveuglant toute autre notion qui pourrait la contredire. Une scolastique est dès lors en marche qui apporte le déroulement confortable de sa logique et l'habitude de son vocabulaire. Rien ne peut l'arrêter, sinon précisément ce doute exigé sans cesse par le raisonnement expérimental - au sens bernardien - et dont on apprécie, en l'occurrence, la nécessité fondamentale. »
La pesanteur idéologique de la psychanalyse (ce qu'il appelle le « goulag freudien ») a pour conséquence, selon lui, que les patients ne reçoivent pas les traitements appropriés et ne bénéficient pas des thérapeutiques pharmacologiques validées susceptibles de leur apporter un réel soulagement. Il ne voit la fin de ses pratiques néfastes que dans la disparition progressive d'une génération de traitants : « Les thérapeutiques néfastes et les pratiques irrationnelles et erronées ne s’évanouissent qu’avec la disparition physique de leurs promoteurs et disciples ».
Ces prises de position lui ont valu de nombreuses critiques dont celle d'Élisabeth Roudinesco qui souligne sa proximité avec la Nouvelle Droite en particulier entre Pierre Debray-Ritzen et la revue Nouvelle École, dont il était membre du comité de patronage,.

### L'amateur d'art et de littérature
Pierre Debray-Ritzen était aussi un amateur d’art et de littérature. Il citait souvent une phrase de Lawrence Durrell : « Chaque sens supporte un art ». Il a été correspondant de l'Institut de France (Académie des beaux-arts), où il donna des conférences.
En 1980, avec le journaliste Jean Ferré, il a fondé le Prix Élie Faure, récompensant le meilleur livre d'art de l'année.
Il ne distinguait pas, à titre personnel, ses recherches scientifiques, intellectuelles et littéraires : « Il s'agit de lutter contre l'imposture », disait-il.
Dans les années 1960, il est à l'origine du « Groupe ». Dans son esprit, il s'agit de réunir périodiquement des gens divers par leur talent et leurs opinions, qui puissent évoquer avec lui les sujets qui l'intéressent. Ont participé à ce « groupe » de nombreuses personnalités : Pierre de Boisdeffre, Louis Pauwels, Hervé Bazin, Jean-Louis Bory, Pierre Daix, Armand Lanoux, Michel Tournier, Félicien Marceau, José Cabanis.
Il éprouvait une grande admiration pour l'écrivain Arthur Koestler, ancien agent du Komintern, qui dénonça le caractère totalitaire du communisme dans Le Zéro et l'Infini et qui consacra la seconde moitié de sa vie à la réflexion épistémologique. Il le considéra comme son maître et lui consacra un Cahier de L'Herne.
Il a régulièrement animé une émission à Radio Courtoisie. Cette émission était intitulée : L'art littéraire. Il y exprima son admiration pour les littératures anglaise (Charles Dickens) et russe, notamment pour Tchekhov, qui était médecin comme lui, mais aussi pour Gogol, Tolstoï et Dostoïevski. Il a aussi contribué à faire connaître en France l'écrivain serbe Dobritsa Tchossitch.
En avril 1971, il cosigne l'« appel aux enseignants » lancé par l'Institut d'études occidentales après la démission de Robert Flacelière de la direction de l'École normale supérieure.
Il a été membre du Club de l'horloge.

### L'écrivain
Pierre Debray-Ritzen était lui-même écrivain. Il a, entre autres, rédigé une psychologie de la littérature, Les Nervures de l'Être, ainsi que deux volumes de mémoires, L'usure de l'âme et Jusqu'à la corde, dans lesquels il évoque sa jeunesse, ses études de médecine, ses combats  en faveur des enfants. Il y fait part de ses goûts littéraires et artistiques et de sa philosophie de la vie. Combattu par ceux qu'il appelait « les jobards et les jocrisses », il y exprime aussi son attachement à ses amis, les « francs compagnons ».
Dans L'Usure de l'âme, il reproduit un extrait de son Journal de 1975 : « Rassembler sa force pour créer encore. Ne plus voir que des gens de qualité et, encore, de la qualité qu’on aime, sinon s’abstenir. La solitude comme un jeûne, plutôt que d’avaler de la ragougnasse. Jour après jour une ambition folle de comprendre et de créer me désencombre de l’ambition. »

## Ouvrages
- L'Odeur du temps, roman, Casterman, 1963
- Le Défi aux étoiles, Plon, 1964
- Les Nervures de l'être : éléments d'une psychologie de la littérature, Rencontre, 1967
- La Dyslexie de l'enfant : origine, dépistage, mesure, rééducation, Casterman, 1970
- Un final vénitien, Fayard, 1971
- Génétique et Psychiatrie, Fayard, 1972
- Les Troubles du comportement de l'enfant, Fayard, 1973 (avec Badrig Mélékian)
- La Scolastique freudienne, Fayard, 1973
- Psychologie de la littérature et de la création littéraire, Retz, 1977
- Lettre ouverte aux parents des petits écoliers, Albin Michel, 1978[11]
- Psychologie de la création : de l'art des parfums à l'art littéraire, Albin Michel, 1979
- L'Usure de l'âme, mémoires, Albin Michel, 1980
- Les Cahiers de Tycho de Leyde artiste peintre, 1649-1702, Albin Michel, 1982
- Corot, éd. de Vergeures, collection « À l'école des grands peintres », 1982
- Ce que je crois, Grasset, 1983
- Conversations dans l'univers, Albin Michel, 1986 (avec André Brahic)
- Arthur Koestler. Un croisé sans croix, L’Herne, 1987
- Jusqu’à la corde, mémoires, Albin Michel, 1989
- Georges Simenon, romancier de l'instinct, Favre, 1989
- La Mort en moi, roman, L’Âge d’Homme, 1990
- La Psychanalyse, cette imposture, Albin Michel, 1991
- Claude Bernard ou un nouvel état de l'humaine raison, Albin Michel, 1992

## Prix
- Prix Chateaubriand 1978 pour la Lettre ouverte aux parents des petits écoliers
- Prix Broquette-Gonin de littérature 1979 pour Psychologie de la littérature et de la création littéraire
- Prix Bernier 1980 de l'Académie des beaux-arts pour Psychologie de la création